# Élections législatives de 1968 en Corrèze
Les élections législatives françaises de 1968 se déroulent les 23 et 30 juin 1968. Dans le département de la Corrèze, trois députés sont à élire dans le cadre de trois circonscriptions.

## Élus
| Circonscription | Député sortant                            | Parti | Parti       | Député élu ou réélu | Parti | Parti       |
| --------------- | ----------------------------------------- | ----- | ----------- | ------------------- | ----- | ----------- |
| 1re             | Jean Montalat                             |       | FGDS (SFIO) | Jean Montalat       |       | FGDS (SFIO) |
| 2e              | Roland Dumas                              |       | FGDS (CIR)  | Jean Charbonnel     |       | UDR         |
| 3e              | Henri Belcour suppléant de Jacques Chirac |       | UDR         | Jacques Chirac      |       | UDR         |

## Résultats

### Résultats à l'échelle du département
| Parti          | Parti                                           | Premier tour | Premier tour | Second tour | Second tour | Sièges |
| Parti          | Parti                                           | Voix         | %            | Voix        | %           | Sièges |
| -------------- | ----------------------------------------------- | ------------ | ------------ | ----------- | ----------- | ------ |
|                | Union pour la défense de la République          | 58 012       | 44,26        | 13 213      | 35,33       | 2      |
|                | Union des républicains de progrès               | 58 012       | 44,26        | 13 213      | 35,33       | 2      |
|                |                                                 |              |              |             |             |        |
|                | Convention des institutions républicaines       | 20 468       | 15,62        |             |             | 0      |
|                | Section française de l'Internationale ouvrière  | 16 621       | 12,68        | 24 186      | 64,67       | 1      |
|                | Fédération de la gauche démocrate et socialiste | 37 089       | 28,30        | 24 186      | 64,67       | 1      |
|                |                                                 |              |              |             |             |        |
|                | Parti communiste français                       | 35 215       | 26,87        | Retrait     | Retrait     | 0      |
|                | Divers                                          | 745          | 0,57         |             |             | 0      |
|                |                                                 |              |              |             |             |        |
| Inscrits       | Inscrits                                        | 160 078      | 100,00       | 54 590      | 100,00      | 3      |
| Abstentions    | Abstentions                                     | 27 200       | 16,99        | 15 626      | 28,62       |        |
| Votants        | Votants                                         | 132 878      | 83,01        | 38 964      | 71,38       |        |
| Blancs et nuls | Blancs et nuls                                  | 1 817        | 1,37         | 1 565       | 4,02        |        |
| Exprimés       | Exprimés                                        | 131 061      | 98,63        | 37 399      | 95,98       |        |

### Résultats par circonscription

#### Première circonscription (Tulle)
| Candidat       | Candidat                    | Parti          | Premier tour | Premier tour | Second tour | Second tour |  |
| Candidat       | Candidat                    | Parti          | Voix         | %            | Voix        | %           |  |
| -------------- | --------------------------- | -------------- | ------------ | ------------ | ----------- | ----------- |  |
|                | Jean Montalat sortant réélu | FGDS (SFIO)    | 16 621       | 38,5         | 24 186      | 64,67       |  |
|                | Pierre Pranchère            | PCF            | 14 585       | 33,79        | Retrait     | Retrait     |  |
|                | Jean Lachaud                | UDR (URP)      | 11 964       | 27,71        | 13 213      | 35,33       |  |
|                |                             |                |              |              |             |             |  |
| Inscrits       | Inscrits                    | Inscrits       | 54 590       | 100,00       | 54 590      | 100,00      |  |
| Abstentions    | Abstentions                 | Abstentions    | 10 736       | 19,67        | 15 626      | 28,62       |  |
| Votants        | Votants                     | Votants        | 43 854       | 80,33        | 38 964      | 71,38       |  |
| Blancs et nuls | Blancs et nuls              | Blancs et nuls | 684          | 1,56         | 1 565       | 4,02        |  |
| Exprimés       | Exprimés                    | Exprimés       | 43 170       | 98,44        | 37 399      | 95,98       |  |

#### Deuxième circonscription (Brive-la-Gaillarde)
|                | Jean Charbonnel élu  | UDR (URP)      | 26 455 | 51,02  |  |  |  |
|                | Roland Dumas sortant | FGDS (CIR)     | 15 860 | 30,59  |  |  |  |
|                | Jacques Chaminade    | PCF            | 9 538  | 18,39  |  |  |  |
|                |                      |                |        |        |  |  |  |
| Inscrits       | Inscrits             | Inscrits       | 61 542 | 100,00 |  |  |  |
| Abstentions    | Abstentions          | Abstentions    | 8 981  | 14,59  |  |  |  |
| Votants        | Votants              | Votants        | 52 561 | 85,41  |  |  |  |
| Blancs et nuls | Blancs et nuls       | Blancs et nuls | 708    | 1,35   |  |  |  |
| Exprimés       | Exprimés             | Exprimés       | 51 853 | 98,65  |  |  |  |

#### Troisième circonscription (Ussel)
|                                     | Jacques Chirac sortant réélu | UDR (URP)      | 19 593 | 54,37  |  |  |  |
|                                     | Georges Emon                 | PCF            | 11 092 | 30,78  |  |  |  |
|                                     | Georges Dumont               | FGDS (CIR)     | 4 608  | 12,11  |  |  |  |
|                                     | Bernard Mazeaud              | Divers (MPR)   | 745    | 2,07   |  |  |  |
|                                     |                              |                |        |        |  |  |  |
| Inscrits                            | Inscrits                     | Inscrits       | 43 946 | 100,00 |  |  |  |
| Abstentions                         | Abstentions                  | Abstentions    | 7 483  | 17,03  |  |  |  |
| Votants                             | Votants                      | Votants        | 36 463 | 82,97  |  |  |  |
| Blancs et nuls                      | Blancs et nuls               | Blancs et nuls | 425    | 1,17   |  |  |  |
| Exprimés                            | Exprimés                     | Exprimés       | 36 038 | 98,83  |  |  |  |
| Source : Données du CDSP et CEVIPOF |                              |                |        |        |  |  |  |